# Länsväg 153
De Zweedse weg 153 (Zweeds: Länsväg 153) is een provinciale weg in de provincies Hallands län en Jönköpings län in Zweden en is circa 124 kilometer lang. De weg ligt in het zuiden van Zweden.

## Plaatsen langs de weg
- Värnamo
- Forsheda
- Bredaryd
- Reftele
- Smålandsstenar
- Skeppshult
- Broaryd
- Fegen
- Ätran
- Ullared
- Rolfstorp
- Gödestad
- Varberg

## Knooppunten
- E4 bij Värnamo (begin)
- Riksväg 27: start gezamenlijk tracé, bij Värnamo
- Länsväg 151 bij Värnamo
- Riksväg 27: einde gezamenlijk tracé, bij Bredaryd
- Länsväg 152 bij Bredaryd
- Riksväg 26: start gezamenlijk tracé, bij Smålandsstenar
- Riksväg 26: einde gezamenlijk tracé, bij Skeppshult
- Länsväg 154 bij Ullared
- E6/E20 bij Varberg
- Riksväg 41 in Varberg (einde)